# Andeville
Andeville is een gemeente in het Franse departement Oise (regio Hauts-de-France). De plaats maakt deel uit van het arrondissement Beauvais. Andeville telde op 1 januari 2022 3.429 inwoners.
De kerk Saint-Léger werd gebouwd in de 16e eeuw en uitgebreid in de 19e eeuw.
Al in de 18e eeuw waren er in Andeville veel handwerklieden die kleine luxeproducten maakten uit hout, ivoor of parelmoer. Een specialiteit was de productie van waaiers. Tussen 1880 en 1920 waren er in Andeville en het naburige Méru tientallen ateliers die paarlen knopen fabriceerden. Op het einde van de jaren 1950 ging deze industrie ten onder door de massaproductie van plastic knopen. Honderden banen gingen zo verloren.

## Geografie
De oppervlakte van Andeville bedroeg op 1 januari 2022 4,17 vierkante kilometer; de bevolkingsdichtheid was toen 822,3 inwoners per km². De gemeente ligt op een plateau zonder waterlopen of natuurlijke bronnen.

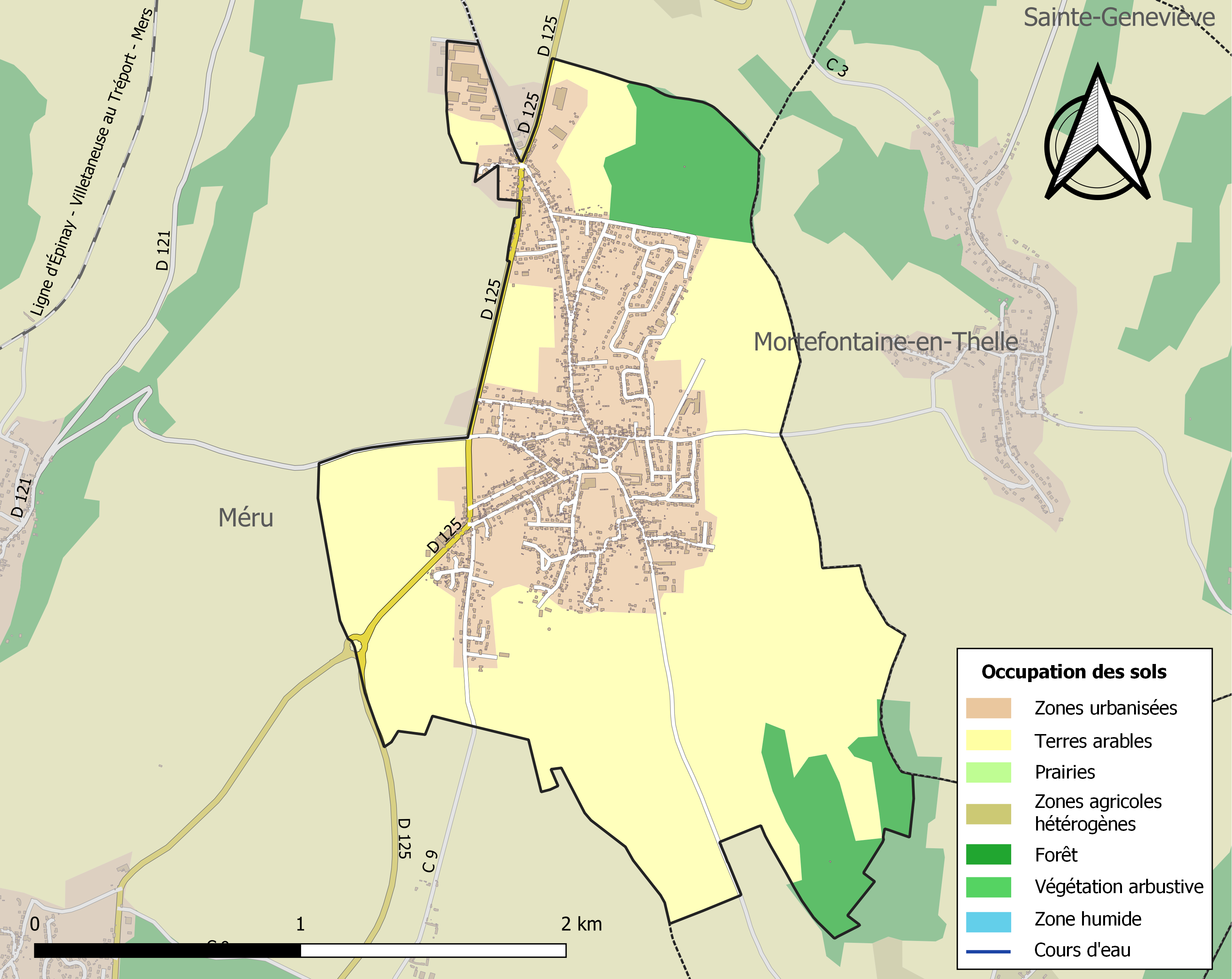
Kaart van de gemeente met belangrijkste infrastructuur, bodemgebruik en omliggende gemeenten

## Demografie
Onderstaande figuur toont het verloop van het inwonertal (bron: INSEE-tellingen).